# OpenLDAP
OpenLDAP — открытая реализация LDAP, разработанная одноимённым проектом, распространяется под собственной свободной лицензией OpenLDAP Public License. В числе прочих есть реализации для различных модификаций BSD, а также Linux, AIX, HP-UX, macOS, Solaris, Windows и z/OS.

## История
Начало проекту было положено в 1998 году Куртом Зейленгой (Kurt Zeilenga), изначальный код OpenLDAP был скопирован с реализации LDAP Мичиганского университета, где в конечном счёте и была продолжена разработка и эволюция протокола LDAP.
В апреле 2006 года главными разработчиками проекта OpenLDAP были: Ховард Чу (Howard Chu) (главный архитектор), Пьеранджело Мазарати (Pierangelo Masarati) и Курт Зейленга, значительный вклад в проект внесли Люк Ховард (Luke Howard), Хальвард Фурусет (Hallvard Furuseth), Кана Гибсон-Маунт (Quanah Gibson-Mount) и Гэвин Хенри (Gavin Henry).
В 2015 году, с целью использования в инфраструктуре ПАО МегаФон, российскими разработчиками был создан форк ReOpenLDAP, в котором устранено несколько принципиальных ошибок в реализации механизма репликации (синхронизации содержимого) по RFC 4533, а также добавлены средства для преодоления недостатков самого протокола (некорректного удаления записей в репликах). В результате чего становится возможным построения кластера из трёх и более узлов в режиме мульти-мастер с топологией "каждый с каждым" (full mesh topology).

## Компоненты
OpenLDAP состоит из трёх главных компонентов:
- slapd — независимый демон LDAP и соответствующие оверлеи и инструменты;
- библиотеки, реализующие протокол LDAP;
- утилиты, инструменты и вспомогательные клиенты.

Проект также поддерживает несколько подпроектов:
- JLDAP — библиотеки классов LDAP для Java;
- JDBC-LDAP — драйвер интерфейса между Java JDBC и LDAP;
- ldapc++ — библиотеки классов LDAP для C++.

## История выпусков
Основные (функциональные) выпуски OpenLDAP включают:
- Версия 1 была основана на переработанном коде последнего выпуска LDAP Мичиганского университета (версия 3.3) и объединением дополнительных изменений.
- Выпуск 2.0 выпущенный в августе 2000 года, содержал значительные улучшения включая поддержку LDAP третьей версии спецификации (LDAP v3), IPv6 и многие другие.
- В версии 2.1 от июня 2002 года появились модуль транзакционной базы данных (основанной на Berkeley DB), поддержка SASL, экспериментальные модули Meta, Monitor и Virtual.
- В версии 2.2 выпущенной в декабре 2003 года реализован движок «sync», поддерживающий репликацию (syncrepl), интерфейс оверлеев и многочисленные функциональные улучшения касающиеся базы данных и стандартов RFC.
- Версия 2.3, вышедшая в июне 2005 года, включала конфигуратор (инструмент динамической конфигурации), дополнительные оверлеи, включая соответствующее стандартам RFC компоненты политики управления паролями и многие другие улучшения.
- В версии 2.4 выпуска октября 2007 года реализованы механизмы репликации «N-way MultiMaster», «ожидающий мастер» и возможность удалять и модифицировать элементы схемы «на лету».